# Раймондо Понте
Раймондо Понте (італ. Raimondo Ponte; нар. 4 квітня 1955, Віндіш) — швейцарський футболіст і тренер, який виступав в ролі нападника.

## Кар'єра
Понте розпочинав футбольну кар'єру у клубі з його рідного міста Віндіш. 1972 року він дебютував за перший склад «Аарау», у другому дивізіоні швейцарського чемпіонату, в якому зіграв 17 матчів і забив 1 гол.
В 1974 году він перейшов у «Грассгоппер». У сезоні 1977/78 він виграв швейцарський чемпіонат, а в сезоні 1979/1980 посів друге місце. Крім цього, він став найкращим бомбардиром Кубка УЄФА спільно з голландцем Геррі Дейкерсом, забивши по 8 голів. Загалом Понте зіграв понад 150 матчів за шість сезонів і забив більше ніж 30 голів.
Влітку 1980 року Понте підписав контракт з англійським клубом «Ноттінгем Форест» на один сезон. 15 серпня 1980 року він вийшов на поле в дебютному матчі проти 'Тоттенхема' (0:2). За сезон, що він провів в Англії, він забив 3 голи у 21 матчі.
У 1981 році він підписав контракт із французьким клубом «Бастія» на один сезон. Дебют відбувся 23 липня 1981 року у домашньому матчі проти «Ланса», де було зафіксовано мінімальну перемогу 1:0. У Бастії, як у «Ноттінгемі», він грав протягом року. У французькому клубі він зіграв 29 матчів та забив 3 голи.
Влітку 1982 року Понте повернувся до «Грассгоппера». У сезоні 1982/1983 він виграв Чемпіонат та Кубок Швейцарії. У сезоні 1983/1984 він захистив свій титул із командою. У сезоні 1987/1988 він виграв Кубок Швейцарії. За шість сезонів він зіграв 169 матчів, у яких забив 33 голи.
У 1988—1991 роках він грав у другому дивізіоні, за клуб «Баден». В цьому клубі він закінчив свою спортивну кар'єру: зіграв 43 матчі та забив 6 голів.

## Досягнення

### Клубні
- Чемпіон Швейцарії (3): 1978, 1983, 1984
- Володар Кубка Швейцарії (2): 1983, 1988
- Володар Кубка швейцарської ліги: 1975
- Володар Кубка Карла Раппана: 1979

### Особисті
- Найкращий бомбардир Кубка УЄФА (8 голів, 1977/78)

## Тренер
| Команда    | З             | До           |
| ---------- | ------------- | ------------ |
| Аарау      | березень 2015 | червень 2015 |
| Сьйон      | лютий 2014    | червень 2014 |
| Лугано     | листопад 2012 | червень 2013 |
| Беллінцона | червень 2012  | серпень 2012 |
| К'яссо     | вересень 2007 | червень 2012 |